# معرفة محاسبية
المعرفة المحاسبية (بالإنجليزية: Accounting scholarship)‏، هي مجال دراسي متعلق بمهنة المحاسبة، ويُدرَّس عادة في كليات إدارة الأعمال.
تعتبر المحاسبة مهنة تقنية عالية الدقة، وقد يزعم كلٌّ من ممارسي المحاسبة في سوق العمل والأكاديميون المختصون أنهم خبراء في هذا المجال. تؤثر المحاسبة بشكل مباشر على العديد من التخصصات الأخرى في مجال الأعمال، وترتبط ارتباطاً وثيقاً بالتمويل والسياسات التقدية، ويمكن القول أنَّ الأسس النظرية لكل من المحاسبة والتمويل مستمدة من علم الاقتصاد بشكلٍ رئيسي.

## دراسة المحاسبة
تختلف متطلبات الحصول على درجة الأُسْتَاذُ بشكل كبير حول أنحاء العالم، وبمجرد الوصول لهذا المرتبة العلمية تبدأ المرحلة التالية، تكون هذه المرحلة تنافسية جدًا في معظم الشركات، والعديد من هذه الشركات تولي اهتماماً كبيراً للشهادات الأكاديمية والمهنية وعدد سنوات الخبرة في المجال المطلوب.
يُوجه الاهتمام عادةً في مجال المحاسبة نحو الخبرة العمليَّة أكثر من التعليم النظري المُجرد، ومعظم الطلاب يدخلون سوق العمل وهم مازالوا على مقاعد الدراسة بغية الحصول على خبرة عملية فورية. غالباً ما يتوقع الطلاب في مرحلة الدراسة الجامعية وطلاب الماجستير أن يتعاملوا مع أساتذة ذوي خبرة عمليَّة كبيرة في مجال المحاسبة وإدارة الأعمال، في حين يُفضل طلاب الدكتوراه أن يتعاملوا أكثر مع أساتذة البحوث الأكاديميين الذين يحملون درجة الدكتوراه في المحاسبة.

## أنواع المعرفة المحاسبية
هناك نوعان رئيسيَّان من المعرفة في مجال علم المحاسبة:
- محاسبة إيجابية
- محاسبة معيارية

## مجالات المعرفة المحاسبية
تتناول المعرفة في علم المحاسبة المجالات التالية:
- المحاسبة
- التدقيق
- التحصيل الضريبي
- الإدارة المالية
- أخلاقيات المهنة
- حوكمة الشركات
- ريادة أعمال
- الاقتصاد التجريبي
- نظرية الوكالات
- مراقبة الحسابات

يمكن كذلك تكييف المعرفة المحاسبية مع قطاع معين أو قائمة محددة من المجالات، مثل المحاسبة في شركات المحاماة أو الفنادق.

## ترتيب المعرفة في المحاسبة
تعتبر قدرة الباحثين والمؤسسات على إنتاج معرفة محاسبة عالية الجودة عاملاً مهماً ومؤثراً في العديد من القرارات المتخذة في المجتمع الأكاديمي المعني بالأمر، وتشمل هذه القرارات بالطبع أي برنامج دكتوراه، ولذلك أُجريت العديد من الدراسات لتصنيف مؤسسات المحاسبة، وأعضاء الهيئات التدريسية المختصة في هذا المجال بناءً على أدائهم من أجل تزويد صُناع القرار بمعلومات مفيدة وفعالة لاتخاذ القرارات المناسبة.
وثقت العديد من الدراسات التجريبية أنَّ مجلات المحاسبة الرائدة تُنشر بشكل أقل في المقالات البحثية مقارنة بالمجالات الاقتصادية الأخرى وغيرها من تخصصات إدارة الأعمال، وبالتالي فمن الطبيعي أن يكون علماء المحاسبة أقل نجاحاً في النشر الأكاديمي من نظرائهم في كليات الأعمال الأخرى، ونظراً لهذا الاختلاف في معدلات النشر بين تخصصات المحاسبة وغيرها من التخصصات التجارية، فقد خلصت دراسة حديثة إلى أن القيمة التنافسية للنشر في المجلات هي الأعلى في المحاسبة والأدنى في مجال التسويق.

## الاختلاف مع الدراسة في مجال التمويل
يعد التمويل تخصصاً آخر في كليات إدارة الأعمال، ومع أن هذا التخصص يتعلق بالمحاسبة، تركز الدراسة المحاسبية بشكلٍ أكبر على مواضيع خاصة مثل البيانات المالية والإدارة المالية والتدقيق وإدارة المعلومات والضرائب. أما الدراسة الخاصة في مجال التمويل فتركز من جهتها على إدارة الاستثمارات والأصول النقدية الأخرى، ومن الاختلافات الأخرى بين الدراسة في مجال التمويل والمحاسبة عدد المقالات الأكاديمية المنشورة وطبيعة هذه المقالات.

## المحاسبة والاقتصاد
يُشتق الأساس النظري للمفاهيم الرئيسية لعلم المحاسبة كالربح والتكلفة والإيرادات ورأس المال من علم الاقتصاد. في المقابل، تلعب مفاهيم المحاسبة دوراً مهماً في الاقتصاد، لا سيما فيما يتعلق بالحسابات القومية للدول.

## المملكة المتحدة
يكون أساتذة المحاسبة في المملكة المتحدة بالعادة أعضاءً في واحدة من أربعة لجان استشارية لهيئات المحاسبة معترف بها بموجب قانون الشركات البريطانية، ومع ذلك لا يعتبر أمراً إلزامياً، والمعيار الرئيسي للحصول على منصب أستاذ في علم المحاسبة هو المساهمة في الأبحاث التي تُقيم على أساس المقالات المنشورة في المجلات العلمية المحكمة.

## الولايات المتحدة
الحد الأدنى للتعيين كمدرس في جامعة معتمدة في الولايات المتحدة هو درجة البكالوريوس في المحاسبة، وثمانية عشر نقطة معتمدة إضافية من الدراسات العليا في مجال المحاسبة، ومن المُفضَّل حيازة إحدى شهادات الدراسات العليا مثل ماجستير في إدارة الأعمال أو ماجستير في المحاسبة. أما شهادة الدكتوراه في المحاسبة فهي مطلوبة للحصول على مقعد تدريسي من الدرجة الأولى في كليات إدارة الأعمال، خاصة تلك التي تجري أبحاثًا، ومن المحبذ أن يكون المُتقدم حائزاً على ترخيص معتمد كمحاسب قانوني.